# Beautheil
Beautheil era un comune francese di 713 abitanti situato nel dipartimento di Senna e Marna nella regione dell'Île-de-France. Il 1º gennaio 2019 si è fuso con Saints per formare il nuovo comune di Beautheil-Saints di cui è divenuto comune delegato. 

## Società

### Evoluzione demografica
Abitanti censiti